# Yekaterina Tunguskova
Yekaterina Tunguskova (kyrillisch Екатерина Владимировна Тунгускова, Jekaterina Wladimirowna Tunguskowa) (* 10. Mai 1988 in Qoʻqon, Usbekische SSR, Sowjetunion) ist eine usbekische Leichtathletin, die sich auf den Langstreckenlauf spezialisiert hat.

## Werdegang
Erste internationale Erfahrungen sammelte Yekaterina Tunguskova bei den Crosslauf-Weltmeisterschaften 2003 in Lausanne, bei denen sie nach 24:00 min auf den 48. Platz im U20-Rennen gelangte. Bei den Crosslauf-Weltmeisterschaften 2005 in Saint-Étienne wurde sie nach 25:13 min 102. im U20-Rennen und bei den Crosslauf-Weltmeisterschaften 2006 in Fukuoka lief sie nach 32:16 min auf dem 97. Platz im Langrennen ein. Bei den Crosslauf-Weltmeisterschaften 2015 in Guiyang wurde sie nach 33:12 min 77 im Einzelrennen und im Jahr darauf startete sie im 10.000-Meter-Lauf bei den Olympischen Sommerspielen in Rio de Janeiro, kam dort aber nicht ins Ziel. Bei den Marathon-Asienmeisterschaften in Dongguan belegte sie in 2:45:27 h den achten Platz.
In den Jahren 2017 und 2022 wurde Tunguskova usbekische Meisterin im 10.000-Meter-Lauf.

## Persönliche Bestzeiten
- 5000 Meter: 16:20,32 min, 19. Juni 2011 in Almaty
- 10.000 Meter: 32:13,08 min, 13. Juni 2016 in Duschanbe
- Halbmarathon: 1:15:50 h, 7. April 2019 in Istanbul
- Marathon: 2:35:25 h, 28. März 2021 in Taschkent